# Йекуатланский тотонакский язык
Йекуатланский тотонакский язык (Yecuatla Totonac, Misantla Totonac, Southeastern Totonac) — тотонакский язык, на котором говорят в городах Йекуатла и Мисантла штата Веракрус, вблизи южного побережья в Мексике.

## Распределение
- Йекуатла (293 носителя)
- Ландеро-И-Кос (51 носитель)
- Мьяуатлан (2 носителя)
- Сан-Маркос-Атекскилапан (36 носителей)
- Хилотепек (9 носителей)
- Чиконкиако (24 носителя)